# Klaus Abbelen

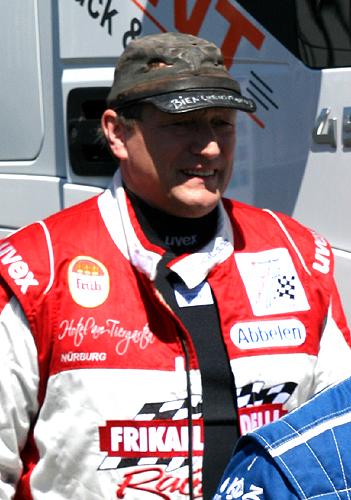
Klaus Abbelen

Klaus Abbelen (* 15. September 1960 in Tönisvorst) ist ein deutscher Rennfahrer und  ehemaliger Geschäftsführer des Fleischwarenherstellers Abbelen.

## Karriere

### Motorradsport
Von 1979 bis 1986 fuhr Abbelen Motorradrennen und wurde dabei einmal Dritter in der Superbike-Klasse der Deutschen Straßenmeisterschaft.

### Automobilsport
Ab 1998 betrieb Abbelen erneut Motorsport, dieses Mal im Gran Turismo. Er stieg in die Ferrari-Porsche Challenge ein und schaffte bei seiner ersten Teilnahme den vierten Platz in der Meisterschaft. Nach einem zweiten und einem dritten Platz in den folgenden Jahren wurde Abbelen 2000 im Porsche 911 (993) GT2 Meister. Ein Jahr später wurde er wieder Dritter.
2003 bestritt Abbelen für Zwaan’s Racing in einer Dodge Viper GTS-R eine Saison in der FIA-GT-Meisterschaft. Mit seinen Teamkollegen Rob van der Zwaan, Marc Goossens und Arjan van der Zwaan konnte er 14 Meisterschaftspunkte erzielen und belegte am Ende der Saison den 30. Meisterschaftsplatz. Auch 2004 war er mit Rob van der Zwaan, Val Hillebrand und Henrik Roos wieder bei einigen Rennen der FIA-GT-Meisterschaft am Start, erzielte aber keine Meisterschaftspunkte. Außerdem nahm Abbelen im Saleen S7-R von Konrad Motorsport an einem Lauf der Le-Mans-Serie teil.
2005 nahm Abbelen an acht Rennen im Porsche Supercup teil und belegte am Ende der Saison den 13. Platz in der Meisterschaft. Anschließend gründete er mit seiner 2021 verstorbenen Frau Sabine Schmitz sein eigenes Motorsportteam „Frikadelli Racing“ und setzte den Porsche 911 (997) Cup aus dem Porsche Supercup in der Nürburgring-Langstreckenmeisterschaft ein. Zusammen mit seiner Ehefrau Sabine Schmitz konnte er in der Nürburgring-Langstreckenmeisterschaft bereits zehnmal das Podium erreichen. Zu den größten Erfolgen seiner Karriere zählt der dritte Platz mit Sabine Schmitz, Edgar Althoff und Kenneth Heyer beim 24-Stunden-Rennen auf dem Nürburgring im Jahr 2008. Im Jahr 2013 konnte er mit Frikadelli Racing im Porsche 911 GT3 R erstmals einen Gesamtsieg bei einem Lauf der VLN-Langstreckenmeisterschaft auf dem Nürburgring gewinnen. 2023 gewann er mit Frikadelli Racing die 51. Auflage des 24-Stunden-Rennens auf dem Nürburgring, bei der er einen Ferrari 296 GT3 einsetzte.